# Matti Aura (Politiker, 1943)
Matti Ilmari Aura (* 18. Juni 1943 in Helsinki; † 16. Februar 2011 in Espoo) war ein finnischer Politiker der Nationalen Sammlungspartei (Kokoomus) und Wirtschaftsmanager.

## Biografie
Matti Aura stammte aus einer Familie von bekannten Politikern: Sein Großvater Jalo Aura fungierte als Minister für den öffentlichen Dienst, während sein Vater Teuvo Aura nicht nur langjähriger Oberbürgermeister von Helsinki, sondern auch zwei Mal Ministerpräsident Finnlands war.
Er selbst absolvierte nach dem Schulbesuch eine Ausbildung zum Bankkaufmann, ehe er zwischen 1986 und 1997 Präsident der Zentralen Handelskammer war.
1995 wurde er als Kandidat der Nationalen Sammlungspartei zum Mitglied des Reichstages gewählt und gehörte diesem bis 1999 an. 1997 wurde er von Ministerpräsident Paavo Lipponen als Nachfolger von Tuula Linnainmaa zum Verkehrsminister in dessen Regierung berufen. Von diesem Amt musste er 1999 nach wachsender öffentlicher Kritik zurücktreten, nachdem bekannt wurde, dass der Generaldirektor des Telekommunikationsunternehmens Sonera, Pekka Vennamo, bei der Ausgabe von Aktien des Konzerns bevorzugt wurde. Aura wurde eine zu große Nähe zu Sonera und Vennamo vorgeworfen. Neuer Verkehrsminister wurde anschließend Kimmo Sasi.
Matti Aura, der zuletzt Chief Executive Officer (CEO) des Hafenverbandes war, verstarb nach kurzer Krankheit.